# 貝思納爾綠地車站
貝思納爾綠地車站（英語：Bethnal Green railway station）是位於東倫敦貝思納爾綠地的一個車站。貝斯納爾綠地站現在由倫敦地上鐵管理，位於倫敦軌道運輸第2收費區。車站舊名貝思納爾綠地交匯站。
本站鄰近倫敦地鐵中央線的同名車站（來往兩站約需時8分鐘），但倫敦交通局於兩站間並不設轉乘機制，乘客若於兩站間轉乘，前後兩程車資將獨立計算。

## 歷史

### 車站啟用前
貝思納爾綠地的第一條鐵路由東郡鐵路開通。東郡鐵路開通了從羅姆福德到德文郡街臨時終點站的線路。該線位於斯皮特爾菲爾茲的新總站：主教門站於 1840 年 7 月 1 日完工，線路通過貝思納爾綠地。除了斯皮特爾菲爾茲站的客運設施外，從貝思納爾綠地到斯皮特爾菲爾茲站的線路附近還有貨運設施。到 1860 年代，東安格利亞的鐵路公司陷入財務困境，大部分將旗下鐵路租給東郡鐵路；它們希望與東郡鐵路正式合併，但直到 1862 年政府才批准該些鐵路公司與東郡鐵路合併成大東部鐵路。該線於 1862 年成為大東部鐵路線。
1860 年代初期至中期，原來的主教門總站（1846 年由斯皮特爾菲爾茲改名而來）顯然不夠大，無法應對該地區北部和東部不斷增加的郊區開發，大東部鐵路決定建造一個新的、位於利物浦街的總站並擴展郊區網絡。 1872 年 5 月，一條從貝思納爾綠地向北通往恩菲爾德鎮的新線路開通，一個月後從哈克尼唐斯至清福德的鐵路通車。這意味著列車服務不再需要繞經斯特拉特福站，而該站在當時也變得越來越擁擠。

### 大東部鐵路（1872-1922年）
貝思納爾綠地交匯站（即本站）於 1872 年 5 月啟用，作為此次擴建的一部分。它取代了附近位於劍橋荒原路東側的哩尾車站（不要與目前同名的地鐵站混淆）。
在本站西邊，利物浦街總站當時尚未落成啟用。 主教門（低層）臨時站則已建成，使開往倫敦的列車服務暫時得以在那里終到。 1874 年 10 月 2 日列車開始運營至利物浦街。此時只有一對軌道可供通行，另外還有兩條軌道正在建設中。該兩條軌道於 1875 年 5 月開通，利物浦街車站於 1875 年 11 月 1 日全面開通，舊的主教門車站於同一天對乘客關閉。通往利物浦街的線路在車站以西以 70 分之一的坡度下降，而通往主教門的線路繼續保持或多或少的水平坡度。
本站有四個月台，其中兩個服務恩菲爾德/清福德線，另外兩個服務通往斯特拉特福的大東部主線。舊的主教門車站被改造成一個貨站，並且在後來被稱為斯皮特爾菲爾車廠的區域對原有設施進行了一些重新佈置。該車站包括一個貨運列車升降機，可以將貨運列車轉移到在較低層運營的東倫敦線。 1880 年代曾有在該處修建連繫高低層鐵路的計劃，但從未實踐。
到 1880 年代，利物浦街車站顯然需要進一步擴展，擴建工程包括於該站和本站間增設第三組鐵路。於 1888 年獲國會批准後，工程於 1890 年開始動工。新線路於 1891 年 4 月 4 日開通，在貝思納爾綠地軌道被重新佈置，以便從恩菲爾德和清福德開出的火車使用這些線路。以前的大東部主線軌道現在由往返斯特拉特福德的郊區火車提供服務，而穿過該地區的兩條新線路則充當長途火車的直通線。
1891 年，德文郡街及本站之間又開通了兩條軌道，紓緩了原有兩條軌道容量不足的問題。 1894 年，本站和哈克尼唐斯之間又開通了一對軌道。
在第一次世界大戰期間，本站與附近一些使用率較低的車站一起被考慮關閉，包括主教門（低層）和劍橋荒原等站。然而，可能是因為本站位於上述車站的中心位置，所以本站並未隨其他車站於 1916 年關閉。
從 1920 年起，本站由改造後的市郊列車 （「爵士風」列車）提供服務。

### 倫敦及東北鐵路（1923-1948年）
1921 年鐵路法頒布後，英國的鐵路主要被分屬四家公司，從 1923 年 1 月 1 日起生效。在本站，倫敦及東北鐵路接管了大東部鐵路原有的列車服務。
1930 年代，大東部主線計劃電氣化，並將倫敦地鐵中央線從利物浦街東延至斯特拉特福，然後延伸至昂加爾和費爾洛普。首要任務之一是在伊爾福德建造立交橋。第二次世界大戰期間，這兩個項目的工作都停滯不前。
1946 年 12 月 8 日，大東部主線上的火車在利物浦街和斯特拉特福之間停止停靠本站，兩個月台關閉，但東行月台仍在原地，從列車上可以看到相關遺跡。 倫敦方向的月台被拆除，軌道重新佈置，恰逢服務從以前的「快速」軌道轉移到以前的「慢速」軌道，形成了今天的佈局。
主線月台關閉後，只有以恩菲爾德鎮、清福德或七姐妹為總站的列車會在本站停靠。正是在這個時候，「交匯」（Junction）從車站名稱中刪除了。

### 英國鐵路（1948-1994年）
1948 年國有化後，該站改由英國鐵路公司（東部地區）營運。
1949 年，利物浦街和查德韋爾希思之間開始有電氣化列車服務，後來服務擴展到仙菲爾德，並於 1956 年擴展到切姆斯福德。伊爾福德立交橋的全面開放使通過本站的線路亦被重組，這些服務現在於主線上運行。
通過哈克尼的線路在 1950 年代後期實現了電氣化，電氣化列車服務於 1960 年 11 月 21 日開始擴展至清福德和恩菲爾德鎮。 1964 年，主教門貨站發生了一場災難性的火災，導致交通中斷，到 1967 年，隨著貨車流量進一步下降，斯皮特爾菲爾茲的貨站也被關閉。
本站的月台遮陽篷在 1966 年被削減。1980 年代初期，由於原本的月台（大東部鐵路時代落成）建築狀況不佳，已於 1985/1986 年被拆除，取而代之的是斯巴達式磚砌結構。

### 私有化時代（1994年-現今）
1994 年 4 月私有化後，停靠本站的服務改由列車運營單位運營。由2015年5月起，本站的列車服務提供者為倫敦地上鐵。

## 意外
- 1953 年 9 月 4 日，一列旅客列車因列車下方的一組轉轍器移動而脫軌。[14]
- 1962年6月17日，一列南行旅客列車在本站東端因軌道故障脫軌。十七名乘客受傷。[15]
- 1964 年 2 月 12 日，一列非載客列車因列車下方的一組轉轍器移動而脫軌。該地點與 1962 年事故的發生地點非常接近。[16]

## 列車服務
截至2022年12月，本站於平日非繁忙時間的列車班次（每小時）為：
- 8班 南行 往利物浦街
- 2班 北行 往恩菲爾德鎮
- 2班 北行 往切森特
- 4班 北行 往清福德

## 附近車站
除了貝思納爾綠地地鐵站外，本站亦鄰近白教堂站、肖迪奇高街站及斯特普尼綠地站（來往本站分別約需時8、14及15分鐘）。